# Siddharth Nagar (huyện)
Huyện Siddharth Nagar là một huyện thuộc bang Uttar Pradesh, Ấn Độ. Thủ phủ huyện Siddharth Nagar đóng ở Navgarh. Huyện Siddharth Nagar có diện tích 2751 ki lô mét vuông. Đến thời điểm năm 2001, huyện Siddharth Nagar có dân số 2038598 người.